# التمساحية
قرية التمساحية هي إحدى القرى التابعة لمركز القوصية في محافظة أسيوط في جمهورية مصر العربية. حسب إحصاءات سنة 2006، بلغ إجمالي السكان في التمساحية 8890 نسمة، منهم 4349 رجل و4541 امرأة.